# Kleinenknetener Steine
Die Kleinenknetener Steine (amtlich Kleinenkneter Steine oder die Großen Steine genannt) sind große Megalithanlagen aus der Jungsteinzeit, die nahe der Wildeshauser Bauerschaft Kleinenkneten und ca. 3,5 km südlich des Wildeshauser Ortskerns liegen, im Naturpark Wildeshauser Geest in Niedersachsen. Die Kleinenknetener Steine sind Anlagen der Trichterbecherkultur (TBK) (3500–2800 v. Chr.). Diese Ganggräber sind eine Bauform jungsteinzeitlicher Megalithanlagen der Nordischen Megalitharchitektur, die aus einer Kammer und einem baulich abgesetzten, lateralen Gang bestehen. Die Form ist primär in Dänemark, Deutschland und Skandinavien sowie vereinzelt in Frankreich und den Niederlanden zu finden. Neolithische Monumente sind Ausdruck der Kultur und Ideologie jungsteinzeitlicher Gesellschaften. Ihre Entstehung und Funktion gelten als Kennzeichen der sozialen Entwicklung.

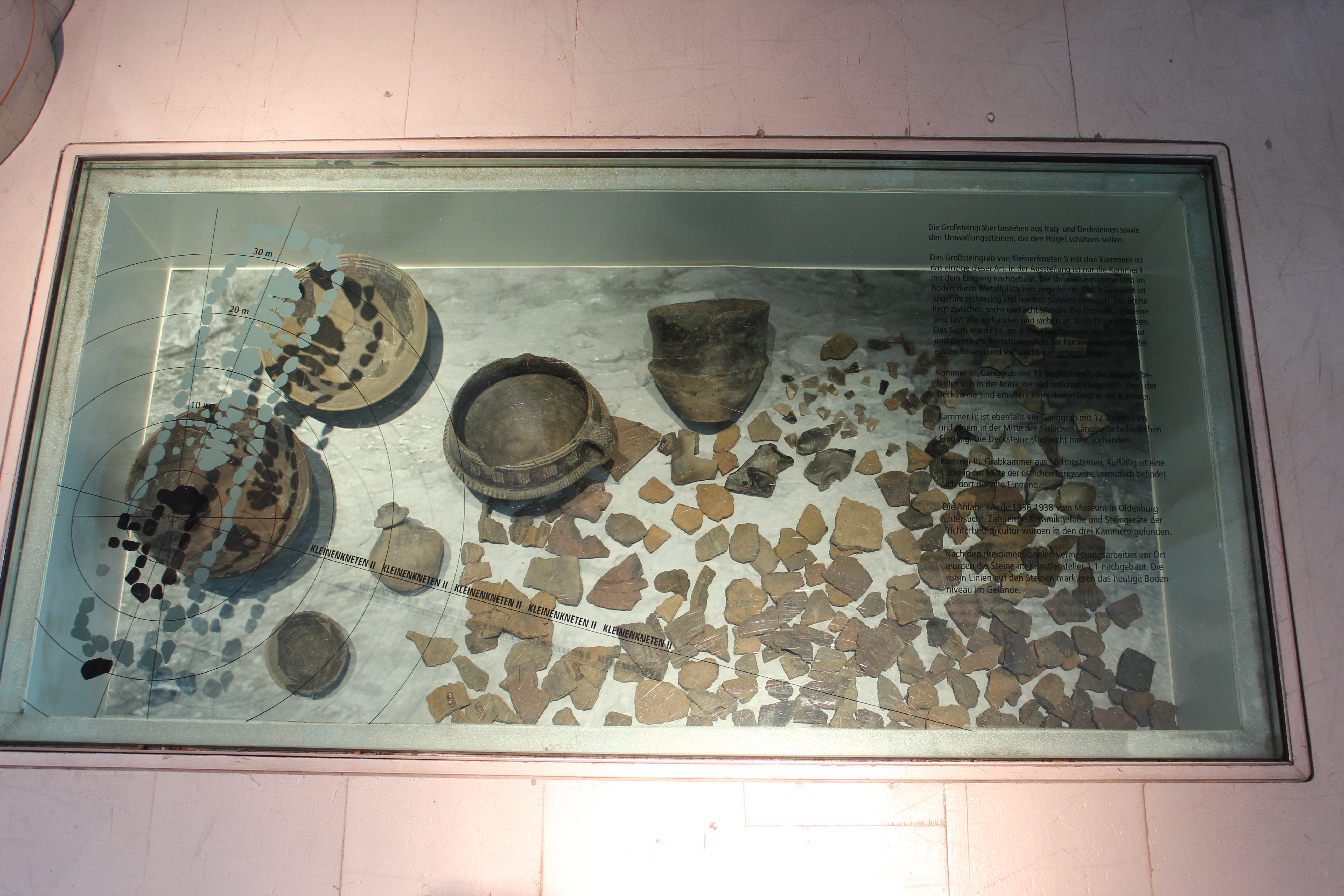
Fundstücke im Landesmuseum für Natur und Mensch, Oldenburg

Die beiden Anlagen wurden 1934/1935 unter Leitung des Landesmuseums für Natur und Mensch (früher: Staatliches Museum für Naturkunde und Vorgeschichte) erforscht. Etwa 10.000 Fundstücke wurden im Museum in Oldenburg ausgewertet und verwahrt. Im Bereich des Naturparks Wildeshauser Geest und seiner näheren Umgebung liegen noch weitere 36 Anlagen ähnlicher Art. Am 14. Mai 2009 wurde an den Kleinenknetener Steinen offiziell die Straße der Megalithkultur eingeweiht, an der die Anlage eine von 33 Stationen bildet.

## Hünenbett I mit Kammer

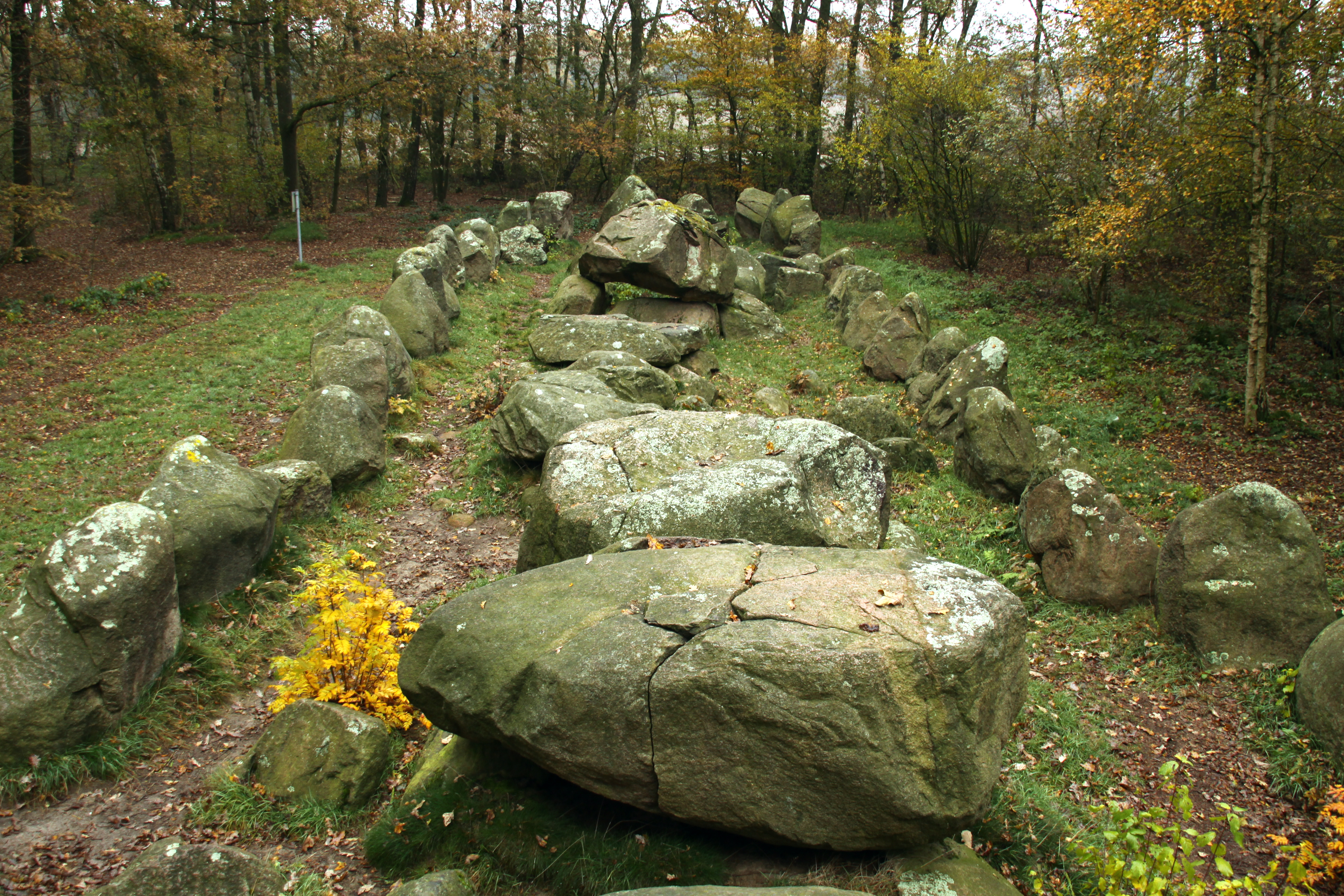
Ganggrab 2

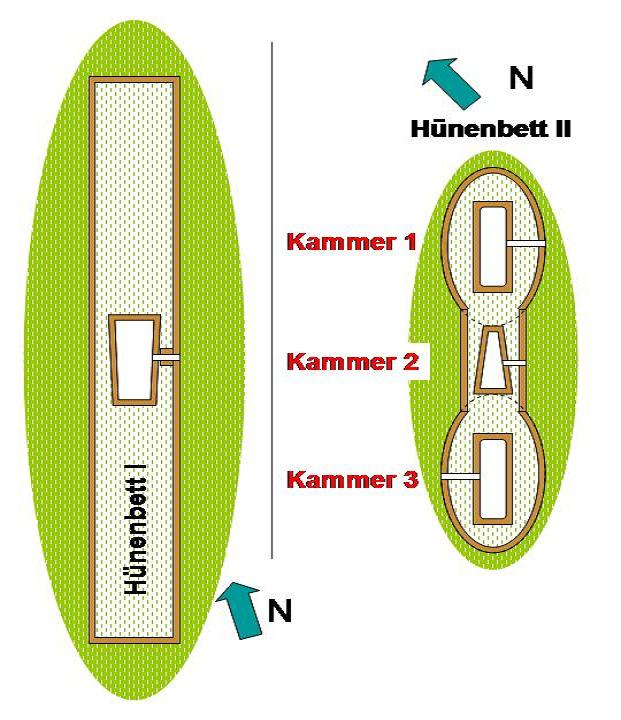
Kleinenknetener Steine I + II

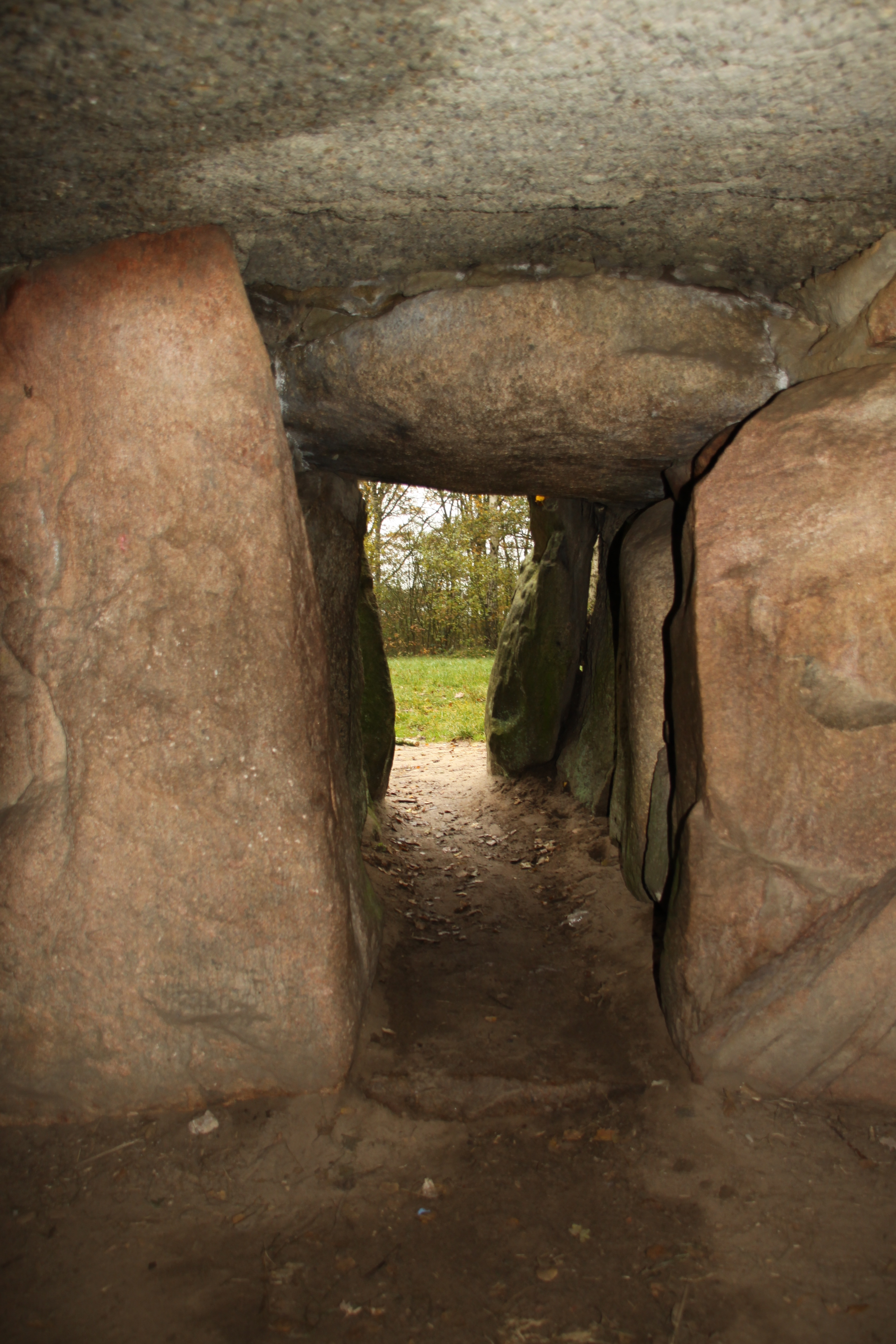
Ganggrab 1, rekonstruierte Grabkammer

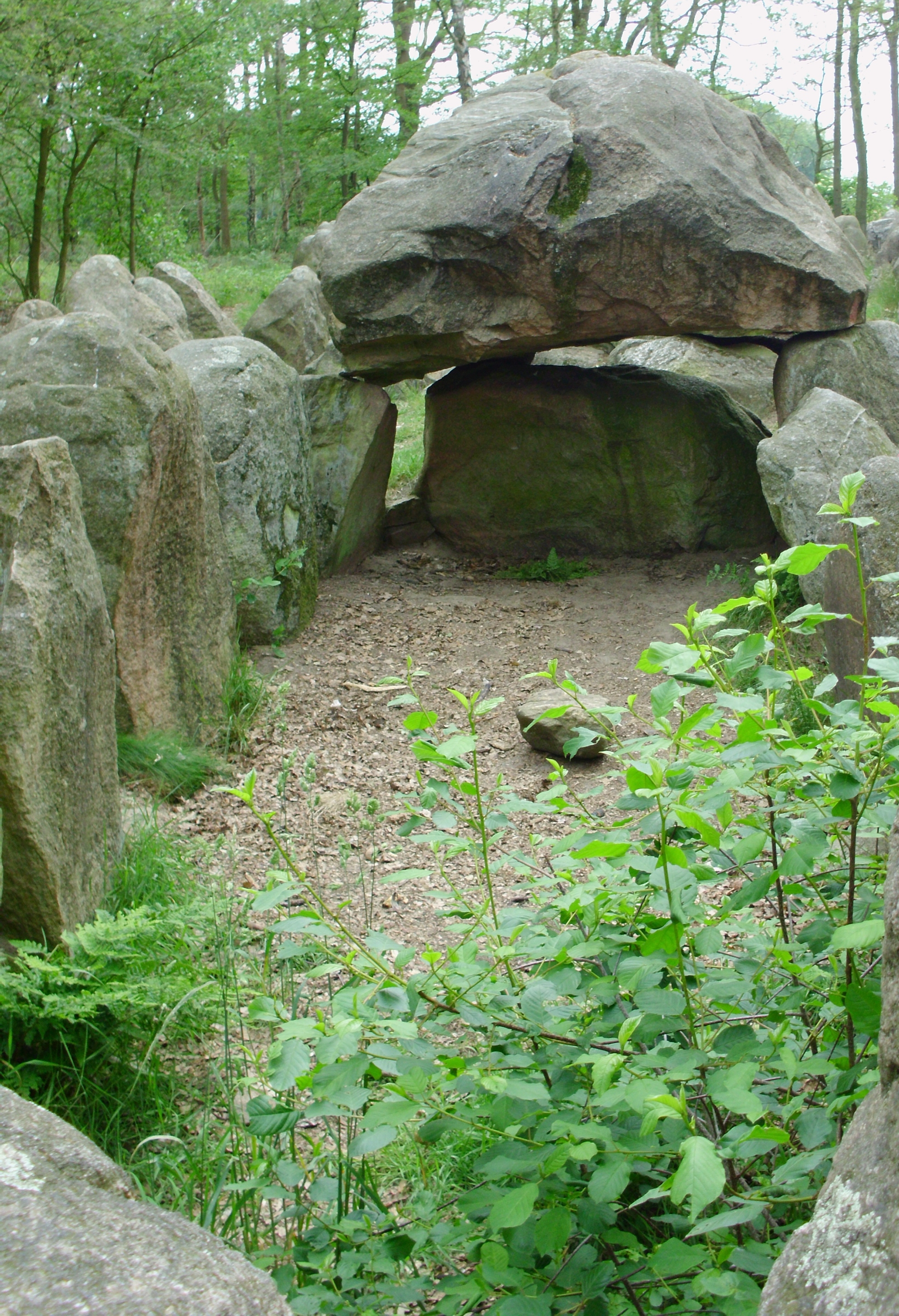
Kammer 1 des Ganggrabes II

Die restaurierte, etwa Nord-Süd orientierte Anlage hat eine komplette Einfassung (das Hünenbett), ist ein Ganggrab und besteht aus 85 Findlingen und einem deckenden Hügel, der 1.200 m³ Erde beinhaltet. Die bis zu zwei Meter hohen Steine an der Schmalseite sind die höchsten der Einfassung. Sie ist etwa 50 Meter lang und 7 Meter breit. Alle verbauten Findlinge wiegen zusammen 3.400 Tonnen, was einem durchschnittlichen Steingewicht von knapp 4 Tonnen entspricht.
Die Einfassung wird in der Mitte der östlichen Langseite vom 1,2 Meter hohen und 0,6 Meter breiten Zugang unterbrochen, an den sich ein kurzer, durch einen Schwellenstein markierter ungepflasterter Gangbereich anschließt. Die trapezförmige Kammer wird von elf Tragsteinen eingerahmt, auf denen ein originaler und zwei ergänzte Decksteine liegen. Die mit Rollsteinen, teilweise doppellagig, gepflasterte Kammer ist 6,8 Meter lang, im Norden 2,4 Meter, im Süden 2,1 Meter breit und 1,7 bzw. 1,6 Meter hoch. Das Zwischenmauerwerk der Kammer und der Einfassung fehlte und wurde in der typischen Form ergänzt. Da die Rollsteinschicht im Deckenbereich an der nordwestlichen Kammerseite nicht vollständig vollendet wurde, dringt Tageslicht in die Kammer.
Dieses Hünenbett wurde so rekonstruiert, wie man es sich im ursprünglichen Zustand vorstellen muss. Im Laufe der Vorzeit ist die Kammer mehrfach ausgeräumt und für weitere Bestattungen verwendet worden.

## Hünenbett II
Ist die einzige niedersächsische und eine von ganz wenigen Anlagen in Deutschland in der drei Kammern (alle Ganggräber) innerhalb einer gemeinsamen Einfassung liegen. In Dänemark kommen bis zu fünf, allerdings kleinere Dyssen, in einem gemeinsamen Bett vor.
Die Unregelmäßigkeit der 34 m langen im mittleren Teil eingeschnürten Einfassung ist wohl auf einen (auch anderswo beobachteten) vorzeitlichen Umbau zurückzuführen. Ihre Breite beträgt außen bis zu acht Meter, im mittleren Bereich jedoch nur etwa sechs Meter. Diese Besonderheit gibt zu der Vermutung Anlass, dass die Kammer 2 als letzte zwischen die Kammern 1 und 3 eingefügt wurde. Dabei wurden die vorhandenen Einfassungen dieser Kammern geöffnet, um die Steine beim Bau der Kammer 2 oder zum Schließen der Einfassung im Mittelbereich zu verwenden. Der Grund dafür dürfte ein Mangel an weiteren geeigneten Bausteinen in der Nähe der Anlagen gewesen sein. Dies geht auch aus der geringen Größe und der Verwendung von uneinheitlichen Steinformaten bei der Kammer 2 hervor und erklärt (zu einem gewissen Grad) auch die trapezförmige Form der an diesem Platz offenbar zuletzt erstellten Anlage.

### Kammer 1
Die 7 Meter lange, zwischen 1,4 und 1,6 Meter hohe und 2,0 Meter breite Kammer besteht aus 13 Tragsteinen. Von den einst fünf oder sechs Decksteinen ist nur noch einer vorhanden. Der Gang kann durch eine Lücke auf der südöstlichen Seite und seine beiden Tragsteine nachgewiesen werden. Der Schwellenstein und ein möglicherweise als Verschluss dienender Stein wurden ebenfalls gefunden.
Zur Zeit der Grabung war diese Grabkammer völlig unberührt; entsprechend groß ist die wissenschaftliche Bedeutung der Funde. Dazu gehören Tonscherben, Werkzeuge und Waffen aus Stein. Die aufgefundenen Gefäße, darunter ein Schatullengefäß und zwei Kragenflaschen, zeigen eine beachtliche Handwerkskunst und weisen auf höhere Lebensansprüche hin.

### Kammer 2
Die 5 Meter lange, zwischen 1 und 1,5 Meter breite niedrige Kammer besteht auch aus 13 Tragsteinen. Die fünf relativ kleinen Decksteine sind alle vorhanden. Der Gangansatz kann auch hier durch die Lücke auf der südöstlichen Seite und zwei Tragsteinpaare nachgewiesen werden. Der Schwellenstein wurde auch gefunden.

### Kammer 3
Die 8 Meter lange, zwischen 1,2 und 1,5 Meter hohe und 1,8 Meter breite Kammer besteht aus 14 Tragsteinen. Vier Decksteine sind vorhanden. Ein fünfter und gegebenenfalls auch ein Tragstein scheinen etwa in der Mitte der Anlage zu fehlen. Der Gang ist hier auf der südwestlichen Seite und sein einziges Tragsteinpaar und der Schwellenstein sind vorhanden.
Die vier Kammern dieses Ortes lieferten neben Funden von Keramik (10.000 Fragmente), Flint (Beile und Pfeilspitzen) und Bernstein auch einen Kupfergegenstand. Einige der zerscherbten Gefäße konnten als charakteristische Trichterbecher bzw. als Kragenflasche rekonstruiert werden.